# جینو پیواتلی
جینو پیواتلی (به ایتالیایی: Gino Pivatelli) بازیکن فوتبال و اهل ایتالیا است

## تیم ملی
از سال ۱۹۵۴ میلادی عضو تیم ملی فوتبال ایتالیا بوده و در ۷ بازی ملی حضور داشته‌است. او در بازی‌های ملی‌اش ۲ گل به ثمر رساند.
جینو پیواتلی آخرین بازی ملی خود را در سال ۱۹۵۸ میلادی انجام داد.